# Elección al Senado de los Estados Unidos en California de 1952
La elección al Senado de los Estados Unidos en California de 1952 se llevaron a cabo el 4 de noviembre de 1952.
Al presentar su candidatura en ambos partidos y ganar ambas nominaciones, el actual senador republicano William F. Knowland pudo lograr una victoria en las elecciones con una oposición nominal.
Hasta la elección de 1988, esta fue la última vez que un candidato de cualquiera de los partidos ganó la reelección para este escaño.

## Partido Republicano

### Candidatos
- William F. Knowland, senador titular desde 1945.
- Robert D. Adams
- Clinton D. McKinnon, presentándose en las primarias republicanas pero afiliado al partido demócrata.

### Resultados
Los resultados fueron los siguientes:
|  | 87.68 % |

|  | 9.19 % |

|  | 3.14 % |

|  | 100 % |

## Partido Demócrata

### Candidatos
- Clinton D. McKinnon, representante de los Estados Unidos por el 23.º distrito.
- Arthur W. Watwood
- William F. Knowland, presentándose en las primarias demócratas pero afiliado al partido republicano

### Resultados
Los resultados fueron los siguientes:
|  | 55.54 % |

|  | 36.39 % |

|  | 8.07 % |

|  | 100 % |

## Elección general

### Resultados
Knowland ganó la elección con el 87,79% de los votos frente al resto de candidatos.
|  | 87.67 % |

|  | 11.94 % |

|  | 0.39 % |

|  | 100 % |